# Esteban Navarro Soriano
|  | No s'ha de confondre amb Esteban Navarro. |

Esteban Navarro Soriano   (Moratalla, 18 de març de 1965), és un escriptor espanyol de novel·la negra i novel·la policíaca. Va ser agent de policia des de l'any 1994 fins al 2018.

## Biografia
Ha estat col·laborador del Diario del Alto Aragón, de El Periódico de Aragón i de Diario 16. Va fundar i va organitzar el Concurs literari policia i cultura (Espanya) en les seves tres primeres i úniques edicions. Col·labora en l'organització del Festival Aragón Negro en les activitats convocades a la ciutat d'Osca. Amazon.com l'ha reconegut com un dels autors pioners del llibre electrònici és considerat el creador del terme "Generació Kindle".
El gener de l'any 2013, la seva novel·la La noche de los peones, va quedar entre els sis finalistes elegits que optaven al Premi Nadal. Aquest mateix any va ser distingit per la Prefectura Superior d'Aragó per prestigiar el Cuerpo Nacional de Policía.
La seva desena novel·la publicada, Una historia de policías, presentada a Madrid el març de 2017, i inspirada en fets reals, tot i que és una ficció, explica com cinc agents de la comissaria d'Osca es corrompen i s'organitzen en una màfia;Aquesta obra estigué envoltada d'una forta polèmica per una denúncia presentada contra ell des de la comissaria de la Policía Nacional d'Osca, lloc on es desenvolupa la trama. Arran d'aquest expedient disciplinari, l'agent i escriptor, va estar de baixa per ergofòbia. La Direcció General de la Policia en va proposar la seva jubilació després de 24 anys de servei.
En l'actualitat resideix a Osca, si bé durant molt de temps ha viscut i ha desenvolupat la seva activitat professional a Catalunya. Visqué a Mataró, ciutat que apareix amb el nom d'Iluro en alguna de les seves novel·les. Per raó de la seva estada a Catalunya i del seu matrimoni amb una arenyenca, parla català amb fluïdesa.
A més del Premi Nadal, Navarro ha estat guardonat amb diversos premis literaris per les seves obres.
Escriptor molt prolífic, les seves obres són bàsicament producte de l'autoedició.

## Obres (selecció)
Diverses de les seves novel·les han estat traduïdes a l'anglès, el francès, el portuguès i l'italià, a través de la plataforma Babelcube.
- 2012 La casa de enfrente (Ediciones B)
- 2013 La noche de los peones (Ediciones B)
- 2017 Una historia de policías[26] (Playa de Ákaba)
- 2019 La rubia del Tívoli (Autoedició)[27]
- 2019 El cónsul infiltrado[28] (Doce Robles)
- 2020 Natasha (Autoedició)[29]
- 2020 Rock Island (Autoedició)[30]
- 2021 La suerte del debutante (Autoedició)[24]
- 2021 Un año de prácticas (Autoedició)[24]
- 2022 La cuarta memoria (Autoedició)[31]
- 2024 Montesblancos (Autoedició)[32]